# مشاعل العاید
مشاعل العاید (زادهٔ ۱۸ دسامبر ۲۰۰۶) شناگر اهل عربستان سعودی است که به عنوان اولین زن عربستانی در بازی‌های المپیک شرکت کرده است. وی در سن ۱۷ سالگی، در المپیک تابستانی ۲۰۲۴ پاریس شرکت کرد و در مادهٔ ۲۰۰ متر آزاد به رقابت پرداخت. این حضور او در المپیک نقطهٔ عطفی در تاریخ ورزش زنان عربستان سعودی محسوب می‌شود.
العاید در مسابقهٔ ۲۰۰ متر آزاد، با زمان ۲ دقیقه و ۱۹ ثانیه و ۶۱ صدم ثانیه، رتبهٔ ششم را در گروه خود کسب کرد و در مجموع در جایگاه بیست‌ونهم قرار گرفت. حضور او در این رویداد با دریافت سهمیهٔ یونیورسالیتی از کمیتهٔ بین‌المللی المپیک امکان‌پذیر شد که به کشورهای در حال توسعه اجازه می‌دهد در المپیک نماینده‌ای داشته باشند، حتی اگر آنها در رقابت‌های مقدماتی به طور مستقیم موفق به کسب سهمیه نشده باشند.